# Дуке, Орландо
Орла́ндо Ду́ке (исп. Orlando Duque; род. 10 сентября 1974, Кали) — колумбийский хай-дайвер, чемпион мира.

## Карьера
В 2013 году Орландо Дуке стал первым в истории чемпионом мира в хай-дайвинге, а в 2015-м на аналогичном турнире в Казани стал шестым.
Дуке также является первым победителем Мировой серии Red Bull Cliff Diving 2009 года, а также неоднократным призёром и победителем серии.
В настоящее время Дуке завершил карьеру хай-дайвера и теперь является спортивным директором мировой серии Red Bull Cliff Diving.